# Gerardo Tazzer
Gerardo Tazzer Valencia (Mexikóváros, 1951. december 12. –) olimpiai bronzérmes mexikói lovas, díjugrató.
Az 1980-as moszkvai olimpián díjugratás csapatversenyben Joaquín Pérezzel, Jesús Gómez Portugallal és Alberto Valdés Lacarra-val bronzérmes lett.

## Sikerei, díjai
- Olimpiai játékok – díjugratás csapat
  - bronzérmes: 1980, Moszkva